# Mette Madsen
Pour les articles homonymes, voir Madsen.
Mette Madsen, née le 3 juillet 1924 à Pandrup (Danemark et morte le 12 décembre 2015), est une femme politique danoise, membre de Venstre et ancienne ministre.

## Ouvrages
- Vers og viser, 1973
- Hen på eftermiddagen, 1973
- Rosen i verden,1981
- Sommerens veje, 1982
- I anledning af, 1994
- Og så er der kaffe. Seksten år som folkevalgt, 1992
- Husk nu at neje, 1997
- Tiden, der fulgte. 22 danske topchefers farvel til magten, 1998 (contribution)
- Ismanden kommer, 2003
- Faster Marens Blomster, 2005